# Наташа Нінкович
Наташа Нінкович (серб. Наташа Нинковић / Nataša Ninković; 22 липня 1972, Требинє) — сербська акторка театру і кіно, найбільш відома за ролями у фільмах «Спаситель», «Життя і війна», «Професіонал», «Пастка». Лауреатка кількох престижних премій, неодноразово визнавалася найкращою акторкою вітчизняних та іноземних кінофестивалів.

## Біографія
Наташа Нінкович народилась 22 липня 1972 року в місті Требинє (нині Республіка Сербська, Боснія і Герцеговина). Дитинство провела там само з батьками Бранко та Міленою Нінкович, закінчила місцеві початкову та середню школи. Після школи вирушила в Белград та вступила до Белградського університету, де проходила навчання на Факультеті драматичного мистецтва під керівництвом професора Владіміра Євтовича. Її однокурсниками були відомі артисти Воїн Четкович, Сергей Трифунович і Небойша Глоговац. Закінчила університет у 1994 році.
Зніматися в кіно Нінкович почала вже під час навчання в університеті у 1989 році: виконала епізодичні ролі у фільмах «Найкращий» і «Три квитка в Голлівуд». Стала відома широкій громадськості у 1998 році, виконавши одну з головних ролей в касовому американському фільмі «Спаситель», присвяченому трагічним подіям Боснійської війни. За цю роль вона отримала кілька престижних кінонагород, зокрема була визнана найкращою акторкою на російському фестивалі «Кінотавр» у Сочі, отримала кілька нагород на сербському фестивалі досягнень вітчизняних акторів в Ніші.
У 2003 і 2004 роках знялася у фільмі «Професіонал» і телесеріалі «Змішаний шлюб» відповідно. У 2006 і 2007 роках відзначилася пам'ятними ролями у серіалі «Божевільний, заплутаний, нормальний» і фільмі «Пастка», який теж зібрав безліч кінопремій різного ступеня значущості. У 2008 році виконала одну з головних ролей у телесеріалі «Поранений орел».
Виконала безліч ролей у виставах на сцені Національного театру в Белграді. Має кілька театральних нагород: у 2002 році удостоєна призу фестивалю «Дні комедії» за участь у постановці «Сон у літню ніч», у 2005 році визнана найкращою акторкою за версією Белградського драматичного театру за виставу «Трансільванія», тричі визнавалася найкращою акторкою Національного театру в Белграді (2001, 2002, 2010).
Проживає в Белграді. Одружена з Ненадом Шаренацом, має двох дітей — близнят Луку і Матію.

## Фільмографія
| Назва                              | Оригінальна назва            | Рік  | Роль            | Примітки              |
| ---------------------------------- | ---------------------------- | ---- | --------------- | --------------------- |
| Найкращий                          | Najbolji                     | 1989 | офіціантка      |                       |
| Три квитки у Голлівуд              | Tri karte za Holivud         | 1993 | Луція           |                       |
| Аптека Голубовича                  | Golubovića apoteka           | 1998 | Елена           | телефільм             |
| Князь Михайло                      | Knez Mihajlo                 | 1998 |                 | телефільм             |
| Спаситель                          | Savior                       | 1998 | Вєра            |                       |
| Сімейний скарб                     | Porodično blago              | 1998 | Ружіца Ранкович | телесеріал; 1998—2001 |
| Життя та війна                     | Rat uživo                    | 2001 | Лола            |                       |
| Данець із Сербії                   | Den serbiske dansker         | 2001 | Ема             | телефільм             |
| Майстер                            | Majstor                      | 2001 |                 | телефільм             |
| Ілька                              |                              | 2003 | Елена Маркович  | телефільм             |
| Професіонал                        | Profesionalac                | 2003 | Марта           |                       |
| Змішаний шлюб                      | M(j)ešoviti brak             | 2004 | Лола            | телесеріал; 1 епізод  |
| Щось важливе хочу Вам сказати      | Imam nešto važno da ti kažem | 2005 | мати            |                       |
| Івкова слава                       | Ivkova slava                 | 2005 | Параскева       |                       |
| Зроблено в Югославії               |                              | 2005 | Марія           |                       |
| Ідеальні відносини                 | Idealne veze                 | 2005 | Тамара          | телесериал            |
| Безглуздий, заплутаний, нормальний | Ljubav, navika, panika       | 2006 | Божана          | телесеріал; 1 епізод  |
| Пастка                             | Klopka                       | 2007 | Марія           |                       |
| Улица лип                          | Ulica lipa                   | 2007 | Сашка           | телесеріал; 2007–09   |
| Регион St. 2                       | Pokrajina St. 2              | 2008 | Ружіца          |                       |
| Ранений орел                       | Ranjeni orao                 | 2008 | Вукица          | телесеріал; 2008–09   |
| Гіркий фрукт                       | Gorki plodovi                | 2008 | Аніта           | телесеріал; 2008–09   |
| Швидка допомога                    |                              | 2009 |                 |                       |
| Деякі інші історії                 |                              | 2010 | Мілена          |                       |
| Нерозбиваєме серце                 | Nepobedivo srce              | 2011 | Кача Стаджич    | телесеріал            |
| Суцвіття липи на Балканах          | Cvat lipe na Balkanu         | 2011 | Рікі Салом      | телесеріал            |
| Смерть людини на Балканах          | Smrt čoveka na Balkanu       | 2012 | Нада            |                       |